# Himandhoo
Himandhoo is een van de bewoonde eilanden van het Alif Alif-atol behorende tot de Maldiven.

## Demografie
Himandhoo telt (stand maart 2007) 263 vrouwen en 320 mannen.